# Travertinová kaskáda
Travertinová kaskáda je přírodní památka na západním okraji obce Tichá v okrese Nový Jičín. Chráněné území je v péči Krajského úřadu Moravskoslezského kraje.

## Předmět ochrany
Důvodem ochrany je významný geologický útvar – travertinový val – a lesní a luční biotop s výskytem zvláště chráněných druhů rostlin na svahu Tichavské hůrky.

## Lokalita
Tento význačný chráněný přírodní výtvor se nachází na katastrálním území obce Tichá. Tvoří jej vydatný sladkovodní pramen, který je pravým přítokem říčky Tichávky. Vyvěrá na jihozápadním úbočí Tichavy (Tichavské hůrky) ve výšce asi 370 metrů, jejíž jižní část tvoří vápenec. Podle vyprávění starých občanů prý jsou v podzemí trhliny, snad i jeskyně, kde se drží hladina vody, která právě zde vyvěrá a vápenec se usazuje na trávě, mechu a okolo toku a tím se stále koryto potůčku zvyšuje.
Délka takto vzniklého potůčku je cca 120 m, po celé délce nepřibírá žádný přítok. Potůček vytváří recentní travertinovou kaskádu výrazně vyvýšenou nad okolní terén. Podloží potůčku je tvořeno travertinovým valem o výšce 10–70 cm. Ve vrcholové části valu je vyerodováno mělké koryto, hluboké 5–10 cm a o stejné šířce. Ve své horní části protéká potůček lesem. Přes velkou rychlost tekoucí vody jsou právě v těchto místech nanášeny travertinové kaskády největší mocnosti. V druhé polovině toku se vinul potůček po okraji louky, po povodních v roce 1997 však došlo k sesuvu okolních břehů a byla porušena i dolní část potůčku.
Útvar je jediným svého druhu v okrese Nový Jičín a 1. července 1988 byl vyhlášen chráněným přírodním výtvorem Travertinová kaskáda.